# Realidade Cruel
Realidade Cruel é um grupo de rap brasileiro, formado em 1992 na cidade de Hortolândia, no estado de São Paulo. Atualmente é formado pelo DJ Bola8, TM, Tuca Lélis e Markão II.

## História
Em 1998, o grupo, ainda com a primeira formação, era integrado por Keno, Bolha, Flagrante e Douglas recebe a proposta de gravar seu primeiro trabalho pelo selo Face da Morte Produções, que teve o álbum intitulado Só Sangue Bom, lançado em 1999, onde contam com faixas já bem conhecidas pelo público do hip hop, ressaltando o sucesso "Dia de Visita", música que ficou alguns meses consecutivos em primeiro lugar como música mais pedida nas rádios que apoiam o movimento rap.
Após Só Sangue Bom, o grupo lança Entre o Inferno e o Céu em 2000, e dois anos depois o álbum Mais Cruel do que Nunca.
Em 2003, o grupo lança o seu quarto álbum, intitulado Quem Vê Cara não Vê Coração, com letras fortes e uma batida inconfundível, que já ganhou um estilo Realidade Cruel de fazer rap, com isso têm conquistado com muito esforço a cena do rap. 
Lançado em 2007, o próximo álbum chama-se Dos Barracos de Madeirite... aos Palácios de Platina, contendo dois CDs.
Em 2009, o integrante Flagrante converteu-se a uma igreja evangélica e Karol voltou à prisão onde cumpria pena por tráfico de drogas, causando mudanças na estrutura do grupo.
O grupo continuou fazendo shows por todo o Brasil e após a saída de Flagrante, o rapper Léo passa a integrar o grupo, que em 2012 grava seu primeiro DVD e CD Ao Vivo na Quadra da Peruche em São Paulo, com participações de Facção Central, DBS, Dexter e Nicole.
Em novembro de 2014, sai o single “Pode Até Censurar”.
No final de 2015, o grupo lança o disco A Resistência Permanece Resistindo. Deste álbum, "Avisa La" e "Eu Não Vi… Eu Não Ouvi… Eu Não Sei" ganham videoclipes.
Em abril de 2016, a integrante Karol RC decide deixar o grupo para seguir carreira solo. Douglas, Léo e DJ Bola 8 seguem fazendo shows por todo o Brasil. 
Em 2017, o integrante Douglas, um dos fundadores do Realidade Cruel, decide deixar o grupo após conversão a igreja evangélica e logo após sua saída, TM integra o grupo. 
Em 2018, após a saída de Douglas, o grupo criou o videoclipe da musica "Danger", que esteve presente na mixtape: "O jogo Continua" do DJ Bola 8, com participação dos integrantes do grupo que na época eram o DJ Bola 8, Léo RC e TM.
Em julho de 2018, sai o clipe de "Segue o Plano".
No fim de 2018, mais especificamente em dezembro, o grupo lançou um disco intitulado A voz que não se cala, que possui 16 faixas, com varias participações de artistas conhecidos no Rap nacional, entre eles Possemente zulu, Nocivo Shomon e alguns outros que estiveram presentes nessa obra.
No ano de 2019, o Realidade Cruel mudou sua formação, incluindo agora a Mc e Backing Vocal Tuca Lélis, que se oficializou integrante após gravar algumas participações no disco A Voz Que Não Se Cala e músicas como: O Resgate parte 2, Honrando a Bandeira e Quebrando as Algemas feat Filosofia de Rua.
O grupo fez também alguns videoclipes, entre eles das musicas “Nosso Bonde Tá No Ar”, "Inimigos vão tremer"( as duas faixas são do novo disco) e "Segue o plano".
No mês de junho, o grupo participou da gravação do programa Manos e Minas da TV Cultura, onde falaram sobre o grupo, trabalhos, clipes e opinião sobre o Rap Nacional atualmente.
No mês de agosto, o grupo por meio das redes sociais, anunciou a turnê Four gerações, que celebra os 25 anos do grupo. 
Nessa edição, o grupo relembra vários sucessos do grupo, como "Dia de visita", "Depoimento de um viciado" e vários outros sucessos.
O primeiro show do grupo, foi na cidade Araçatuba, no interior de São Paulo, no dia 30 de agosto do ano de 2019.
No mês de setembro, através de redes sociais o integrante Léo RC, anunciou sua saída do grupo e seguiu carreira solo.   
Em 2020 o grupo lançou o videoclipe da música PRODUTO DESCARTAVEL (com participação musical do Marrom), roteiro assinado por Tuca Lélis e produzido pelo Realidade Cruel. Trechos do clipe foi inserido na série 40m² da GloboPlay devido o tema abordado sobre o isolamento em plena pandemia.  
Em janeiro de 2021, o consagrado rapper Markão ll do grupo DMN, foi convidado a fazer parte do grupo Realidade Cruel e passou a integrar os dois grupos (DMN e Realidade Cruel), consolidando a atual formação: Dj Bola 8, TM, Tuca Lélis e Markão ll. 
Em março de 2021 lançam a "Filhos do Feminicídio" produzido com base em entrevistas feitas com mulheres vítimas de violência doméstica. O material virou conteúdo de palestra dentro da Delegacia da Mulher e Centros de Amparo à Vitimas de Violência. 
Em abril, lançam o videoclipe da musica “4ª Divisão”, com a participação de Braga BD2L de Curitiba. roteiro e produção do Realidade Cruel. 
Em agosto de 2021, lançam o novo single “A História Continua” acompanhado de videoclipe que conta com a participação do Poderosíssimo Ninja.
E em novembro de 2021, lançaram o novo CD intitulado A HISTORIA CONTINUA contendo 16 faixas, entre elas, as músicas: Aqui Se Faz, Aqui Se Paga; Alto Escalão no qual teve video clipe com participação especial do Caneta Sintonia; Impulso Homicida; Ninguém Toca No Meu Beco...entre outras. 
Em 2022 lançaram o 2º DVD ao Vivo intitulado A História Continua.
Em março de 2023, lançou o vídeoclipe Só Sangue Bom - parte 3 com participações dos grupos DMN e Face da Morte.
Em dezembro de 2023, lançou o videoclipe Franco Atirador com participação do grupo Detentos do Rap.
Em junho de 2024, lançou o videoclipe Abandono, roteirizado por TM.
A atual formação do grupo conta com os integrantes: DJ bola 8, TM e Tuca Lélis e Markão II. 

## Discografia

### Álbuns de estúdio
- 1998 - Só Sangue Bom
- 2000 - Entre o Inferno e o Céu
- 2002 - Mais Cruel do que Nunca
- 2003 - Quem Vê Cara não Vê Coração
- 2007 - Dos Barracos de Madeirite... Aos Palácios de Platina
- 2012 - DVD e CD Ao Vivo
- 2016 - A Resistência Permanece Resistindo
- 2018 - Ao Vivo no Estúdio Showlivre
- 2019 - A Voz que Não Se Cala
- 2020 - Ao Vivo no Estúdio Showlivre Volume 2
- 2021 - A História Continua
- 2022 - 2º DVD A História Continua

## Prêmios
| Ano  | Prêmio       | Categoria             | Ref    |
| ---- | ------------ | --------------------- | ------ |
| 2008 | Prêmio Hutúz | Grupo ou Artista Solo | [ 17 ] |